# 長居陸上競技場
長居陸上競技場（Nagai Stadium）位於日本大阪市東住吉區，主要舉行田徑及足球等比賽。2002年韓日世界盃時曾舉行3場賽事。2007年世界田徑錦標賽的主場地。

## 歷史
長居陸上競技場建於1964年，在大阪東住吉區長居公園内，原為大阪中央競輪場（1962年停用）舊址建設而成，是日本陸上競技連盟第1種公認陸上競技場。曾在1964年東京奧運會舉行足球5、6位決定戰。早期容量為23000人，1994年至1996年3年期間進行全面改修工程，完成後可容納5萬名觀眾，並作為日本J. League大阪櫻花的主場。一般被稱為「長居球場」，或「長居」、「長居S」。

## 演唱會
長居陸上競技場也是舉辦演唱會的熱門場地。
- 2007年9月29日・30日Mr.Children舉辦「Mr.Children "HOME" TOUR 2007 -in the field-」。
- 2010年7月31日・8月1日EXILE舉辦「EXILE LIVE TOUR 2010 SANTASY」。
- 2010年9月25日・26日可苦可樂舉辦「KOBUKURO STADIUM LIVE 2010」。
- 2011年9月18日・9月19日Mr.Children舉辦「Mr.Children STADIUM TOUR 2011 SENSE -in the field-」。
- 2012年7月28日・7月29日GLAY舉辦「GLAY STUDIUM LIVE 2012 THE SUITE ROOM in OSAKA」。
- 美夢成真原訂2011年9月3日・4日舉辦「史上最強の移動遊園地 DREAMS COME TRUE WONDERLAND 2011」，卻因塔拉斯颱風影響而取消演出。
- 2012年9月29日・30日關西傑尼斯8舉辦「KANJANI∞ LIVE TOUR!! 8EST ～みんなの想いはどうなんだい？僕らの想いは無限大!!～」，第二場30日因颱風影響而取消演出。
- 2016年7月29日・30日・31日BIGBANG舉辦「BIGBANG10 THE CONCERT: 0.TO.10 IN JAPAN」
- 2019年7月6日・07日防彈少年團舉辦「BTS WORLD TOUR 'LOVE YOURSELF: SPEAK YOURSELF' - JAPAN EDITION」
- 2023年5月13・14日TWICE舉辦「TWICE 5TH WORLD TOUR『READY TO BE』」
- 2023年9月9・10日NCT舉辦「NCT NATION : To The World』」
- 2023年9月21・23・24日B'z舉辦「B'z LIVE-GYM Pleasure 2023 -STARS-」
- 2024年5月18・19日SEVENTEEN舉辦「SEVENTEEN TOUR 'FOLLOW' AGAIN  」
- 2024年7月13・14日TWICE舉辦「TWICE 5TH WORLD TOUR『READY TO BE』IN JAPAN SPECIAL 」

## 交通
- JR西日本-阪和線鶴丘站歩行5分钟。
- JR阪和線・大阪市營地下鐵御堂筋線-長居站歩行5分钟。

## 外部連結
- 大阪櫻花官方網站 > 球場情報 （页面存档备份，存于）
- 長居公園官方網站 > Yanmar Stadium長居 （页面存档备份，存于）